# 늪 속의 여촌장
"늪 속의 여촌장"은 한국에서 제작된 최재원 감독의 1990년 영화이다. 박기택 등이 주연으로 출연하였고 전대연 등이 제작에 참여하였다.

## 출연

### 주연
- 박기택
- 최미숙
- 유영홍

## 기타
- 조명: 이민복